# Перфторированные органические соединения
Перфтори́рованные органи́ческие соедине́ния или перфтороргани́ческие (ПФО) соедине́ния — органические соединения, в которых все атомы водорода, соединённые с атомами углерода, замещены на атомы фтора. При этом значительно меняются физические и химические свойства веществ. Относятся к фторорганическим соединениям.

## Перфторалканы
Перфторалканами называются соединения с общей формулой CnF2n+2, то есть производные алканов, в которых водород полностью замещён фтором.
Не горючи, химически и физиологически инертны. Применяются как озонобезопасные хладагенты. Имеют необычно низкий показатель преломления.
Часто для называния перфторалканов используются названия соответствующих алканов с добавлением в начале символа F, например F-изобутан.

## Перфторалкены
Перфторалкенами (или перфторолефинами) называются соединения с общей формулой CnF2n, имеющие в своем составе двойную связь (то есть производные алкенов, в которых водород полностью замещён фтором). Наиболее известен тетрафторэтилен F2C=CF2.
Химически очень активны, токсичны. Используются как мономеры для синтеза фторированных пластиков, тефлонов.

## Перфторциклоалканы
Перфторциклоалканами называются производные циклоалканов, в которых водород полностью замещён фтором. У моноциклических перфторциклоалканов общая формула CnF2n, как и у перфторалкенов. Однако существуют и полициклические соединения такого рода. Их общая формула — CnF2(n + 1 − r), где r — количество циклов.
Наиболее известен перфтордекалин (перфторированный бициклодекан), применяющийся в медицине в составе перфторана.

## Перфторциклоалкены
Перфторциклоалкенами (перфторциклоолефинами) называются производные циклоалкенов (циклических ненасыщенных углеводородов с ровно одной двойной связью в цикле), в которых водород полностью замещён фтором. Наиболее известен перфторциклобутен.

## Перфторарены
Перфтораренами называются ароматические соединения, в которых все атомы водорода, связанные с атомами углерода, замещены на фтор, например, гексафторбензол C6F6 и пентафторфенол C6F5OH.
В отличие от обычных ароматических углеводородов, для перфторированных наиболее характерны реакции нуклеофильного замещения.
Шестизамещённые перфторированные ароматические углеводороды (такие как перфторгексаметилбензол или перфторгексаэтилбензол) под действием света легко изомеризуются в валентные изомеры (соответствующие призманы и бициклогексадиены).

## Перфторгалогеналканы
Получили наибольшее распространение как хладагенты и пропелленты, под названиями фреоны или хладоны.

## Перфторированные карбоновые кислоты
Соединения с общей формулой CnF2n+1COOH. Бесцветные жидкости или твердые вещества. Сильные кислоты. Наиболее известна трифторуксусная кислота.

## Перфторированные амины
Соединения с формулами CnF2n+1NF2, (CnF2n+1)2NF, (CnF2n+1)3N. Обычно химически инертны (хотя есть исключения). Не проявляют осно́вных свойств. Перфтортриизобутиламин используется как стандарт в масс-спектрометрии.

## Перфторированные простые эфиры
Соединения с общей формулой CnF2n+2O.
Не горючи, химически и физиологически инертны. Применяются как хладагенты.

## Перфторированные кетоны
Соединения с общей формулой CnF2n+2COCnF2n+2. Химически активны, образуют стабильные гидраты. Наиболее известен гексафторацетон.

## Перфторированные сульфокислоты
Соединения с общей формулой CnF2n+2SO3H. Очень сильные кислоты (сверхкислоты). Используются как катализаторы электрофильных реакций. Соли используются для создания литиевых батарей и лазеров. Наиболее известный представитель — трифторметансульфокислота.